# Euphalerus grandis
Euphalerus grandis är en insektsart som beskrevs av Crawford 1919. Euphalerus grandis ingår i släktet Euphalerus och familjen rundbladloppor. Inga underarter finns listade i Catalogue of Life.